# Yamagata
Yamagata (山形市?, Yamagata-shi) è una città del Giappone, capoluogo dell'omonima prefettura.